# Пустовит, Лилия Григорьевна
Лилия Пустовит (род. 9 декабря 1968) — украинский дизайнер, создатель бренда POUSTOVIT, президент Синдиката Моды Украины.

## Карьера

### Начало работы
Лилия Пустовит родилась 9 декабря 1968 года в городе Винница в семье преподавателей техникума. Отец, профессиональный спортсмен и мама, преподаватель немецкого языка и литературы, постарались дать дочери разностороннее воспитание.
Я занималась волейболом, легкой атлетикой, училась в музыкальной школе. Поэтому я с детства приучена к очень разным видам деятельности и, видимо, поэтому многие вещи в моем мире миксуются и легко уживаются.
В 1985 году поступила в Киевский технологический институт легкой промышленности на факультет швейного производства, по окончании которого работала главным художником на швейной фабрике в Молдавии.
В начале 90-х гг. Лилия вернулась в Киев, где работая в украинском центре моды «Экста», создала свою первую коллекцию.
В 1994 году Лилия показала свою авторскую коллекцию на выставке «Easter Wind» в Тулузе (Франция).
В 1994 проходит стажировку в L’Universite de l’Art Moderne в Париже (Франция).
В 1996 году Лилия Пустовит получила Гран-при «Золотая пуговица» на международном фестивале «InVogue», который проводится в Вильнюсе (Литва)..
В 1996 году Даниэль Эштер, председатель жюри «InVogue», пригласил Лилию в Париж работать дизайнером женской коллекции pret-a-porter в свой Дом Daniel Hechter..
В 1996 году участвует в «Salon du Prêt à Porter Féminin» в Париже (Франция).

### Создание собственного бренда
В 1997 году Лилия вернулась на Украину для того, чтобы создать собственный бренд, который бы изменил представление об украинской моде.
В 1998 году была создана торговая марка «POUSTOVIT» в партнерстве с компанией-импортером тканей «Nota Bene».. Начиная с этого года, коллекции Пустовит ежесезонно демонстрируются на Ukrainian Fashion Week и Mercedes Benz Fashion Week Russia.
В 2004 году Лилия Пустовит становится президентом Синдиката Моды Украины
В 2006 спустя Пустовит возглавляет экспертный комитет Совета Моды
В 2008 году бренд POUSTOVIT стал участником международной выставки WHITE
В 2008—2009 в рамках проекта ATELIER 1 в сотрудничестве с David Foley Лилия Пустовит дважды показала свои коллекции на London Fashion Week, где первом ряду сидели Карла Соццани (10 Corso Como), Арман Хадида (L’Eclaireur), а также Адриан Жоффе (Comme des Garçons).
После этого коллекции POUSTOVIT for Atelier 1 продавались в наиболее известных концепт-сторах мира — Dover Street Market (Лондон и Токио), 10 Corso Como (Сеул) и L’Eclaireur (Париж).
В 2010 году Лилия Пустовит создает вторую линию базовой молодежной одежды L.P. by POUSTOVIT, которая в 2011—2012 гг. была представлена в мультибрендовом магазине Spiga 2 Dolce&Gabbana (Милан).
В период с 2011 по 2013 дизайнер сотрудничает с торговой маркой Braska, для которой создает коллекции обуви и аксессуаров.
В 2011 Лилия разработала дизайн интерфейса смартфонов Nokia Belle, которые поступили в продажу в 2012 году.
В 2014 Пустовит разработала платье инаугурации для первой леди Марины Анатольевны Порошенко.

## Бренд POUSTOVIT
Бренд POUSTOVIT широко известен на рынке восточной Европы и СНГ с 1998 года, и стабильно представлен в лучших магазинах СНГ таких, как Helen Marlen Group (Украина), ЦУМ (Москва), ГУМ (BOSCO Москва), Le Form (Москва), ДЛТ (Санкт Петербург) и многих других.

### Философия бренда
POUSTOVIT — тонкое ощущение современной повседневности с выражением его в платье как основного элемента коллекций. Это слияние современных форм и этно-деталей с воплощением в принтах и аксессуарах. Это атмосфера стиля «effortless» — комфорта, легкости и актуальной элегантности. Платье-рубашка, оригинальные авторские принты, простые формы и необычные детали — ключевые элементы, неизменное настоящее каждой коллекции.

### Клиенты
Клиентами бренда POUSTOVIT являются известные люди, такие как Надежда Михалкова, Валерия Роднянская, Светлана Бондарчук, Светлана Таккори, Равшана Куркова, Ника Белоцерковская, София Ротару, Катерина и Виталина Ющенко, Марина Порошенко, а также многие другие.

### Отзывы
- Godfrey Deeny, Fashion Wire Daily:

«В творчестве POUSTOVIT чётко прослеживается вдохновение этническими традициями её страны. Однако она — достаточно умный дизайнер, чтобы использовать минимум традиций для создания современных силуэтов и настроения…»
- Anna Orsini (Head of London Fashion Week International Office at British Council):

«Понравилась POUSTOVIT с простотой её форм и разнообразием цветов… дизайнер демонстрирует женственность: много украшений, плоские туфли без каблуков…»
- Nathalie Dolivo, ELLE France:

«Мне очень понравилась работа Лилии Пустовит с принтами. Романтичные образы, свободный крой, яркие, цепляющие взгляд узора… женственные платья подчеркивают сильный характер…»

## Награды
- Орден княгини Ольги III степени (2020)[13]
- Гран-при «Золотая пуговица» фестиваля In Vogue (Вильнюс, Литва) — 1996 год;
- ELLE Style Awards в номинации «Дизайнер года» — пятикратный обладатель премии;
- BEST Fashion AWARD в номинациях: «Лучший дизайнер женской одежды» и «За выдающийся вклад в развитие украинской моды» — 2010 год;
- Лучший дизайнер стран СНГ по версии американского интернет-портала о стиле и красоте Refinery29 — 2013 г.